# La tremenda corte
La Tremenda Corte fue un programa de radio y televisión del género cómico, el cual se produjo en La Habana, Cuba, y cuyos guiones realizaba Cástor Vispo, un español que después adoptaría la nacionalidad cubana. Se transmitió por radio entre 1942 y 1961 de forma ininterrumpida. Se dice que se grabaron alrededor de 360 episodios, la gran mayoría de ellos escuchados a nivel internacional.
Después, a mediados de la década de 1960, el formato del programa se rescató para llevarlo a la televisión en Monterrey, Nuevo León, México, sin embargo se produjo por pocos años (tres temporadas y media, entre 1966 y 1969).
El programa es considerado, por muchos conocedores en la materia, como la mejor comedia radiofónica producida en Latinoamérica en aquella época.

## Historia

### Orígenes
Cástor Vispo era originario de La Coruña, España, desde donde emigró debido a la guerra civil que afectaba a su país. Dejó su tierra natal a la edad de 18 años para reunirse con sus familiares, que se encontraban en la isla de Cuba; por este motivo, el personaje del “gallego” fue un cliché general y familiar en sus obras.
Vispo aprendió y comprendió las esencias de la cultura popular cubana de aquellos tiempos. Se identificó con la idiosincrasia, los dichos y modismos del cubano pícaro, y supo como volcarlos paulatinamente a través de sus personajes.
Trabajó en la administración del periódico El Universal, en las oficinas de un almacén, y en sus tiempos libres, escribía.
Su historia se vincula también, desde las primeras décadas del siglo XX, con la prensa escrita, la caricatura, el teatro y la radio cubanos, aunque para muchos solo fue conocido como guionista radial.
Al surgir el semanario La Semana, Vispo envió a aquel unos versos que no se publicaron, pero que le valieron su ingreso en la redacción, y más tarde sus creaciones serían leídas en toda Cuba. En dicha publicación creó el inolvidable personaje denominado “El Barón del Calzoncillo Encantado”, que más adelante adaptó (1948-1949) para RHC Cadena Azul.
En 1937, tras lograr el boom mediático con el programa radiofónico “Las Aventuras de Chan Li Po” en CMK, Radiodifusión O'Shea, creado por el escritor cubano Félix B. Caignet, Cástor Vispo estrenó en la misma emisora la serie humorística “Rudecindo Rodríguez, Rudy Rod” con el apelativo del detective gallego de "Santa Marta de Ortigueira", que curiosamente fue interpretado igualmente por Aníbal de Mar —"Chan Li Po".
Después, en abril de 1940, le tocó el turno a “Pepe el Cortao”; este programa, al igual que el anterior, eran sendas parodias de la referida obra de Caignet, y de las ya famosas aventuras de “Pepe Cortés” del también autor de radio Aramís del Real, otro éxito local.
Sin embargo, este español deseaba hacer un espacio radial novedoso, con el que saltó a la fama internacional, tal vez sin proponérselo. Algunas caracterizaciones que usaría para su nuevo programa ya las había utilizado —en cierta forma— en las dos series radiofónicas, anteriormente mencionadas, que lo precedieron.

### El éxito

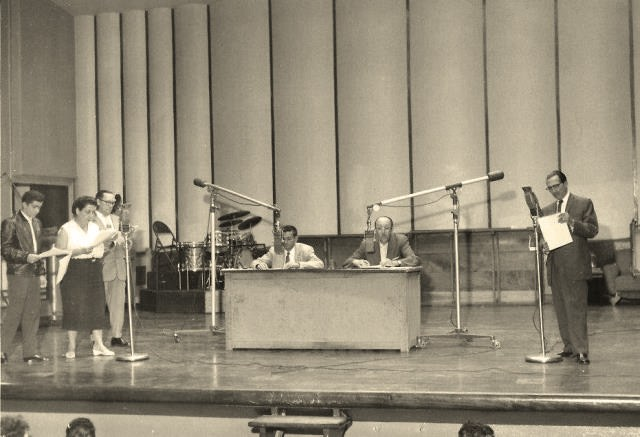
Transmisión de radio en vivo de La Tremenda Corte en uno de los Radio CMQ Studio. De izquierda a derecha: Erdwin Fernández, Mimí Cal, Adolfo Otero, Miguel Ángel Herrera, Aníbal de Mar y Leopoldo Fernández

“La Tremenda Corte”, fue obra del escritor Cástor Vispo, que definitivamente estaba compenetrado con el habla y la psicología popular cubana. Los encargados de la dirección y producción del programa fueron Francisco Álvarez de Lara (Paco Lara), y después Miguel Yao, colaboradores cercanos.
Tanto Vispo como el equipo de producción se dieron a la tarea de buscar cómicos locales para crear un espacio de corte liviano y humor blanco en 1941 (en plena Segunda Guerra Mundial), como una forma de alegrar y hacer olvidar los problemas a los habitantes de la isla. Pronto dieron con Leopoldo Fernández, un talentoso comediante que ya era reconocido en espacios radiales y teatrales, así como con su inseparable amigo, Aníbal de Mar, que ya había trabajado tiempo atrás con Vispo. El resto del elenco surgió de pruebas con otros cómicos menos conocidos, pero igualmente destacados.
Así, el programa inició sus transmisiones en la emisora radiofónica RHC-Cadena Azul el 7 de enero de 1942; esta era propiedad de Amado Trinidad Velasco desde el año de 1941 (RHC pertenecía a la famosa empresa cigarrera Trinidad y Hermanos).
En 1947, "La Tremenda Corte", al igual que otros programas diversos de su época, fue llevado a la emisora competidora CMQ Radio por sus anunciantes y patrocinadores en busca de mayores ventajas competitivas.
Los programas se transmitían en ese entonces en vivo, tres veces por semana de lunes a viernes a las 8:30 PM, y eran patrocinados por una firma de productos de perfumería y jabones.
Para llenar un libreto radial de quince minutos había que escribir muchas cuartillas de texto, y su único escritor fue Vispo. Esta labor, por lo tanto, resultaba bastante extenuante para su imaginación, algo que siempre logró sacar adelante durante ese lapso. Así, “La Tremenda Corte” estuvo en el aire sin interrupción desde 1942 a 1961 (primero en RHC Cadena Azul y más tarde en CMQ).
Se estima que se grabaron más de 360 episodios, muchos de los cuales aún se escuchan por radio, pero hay unos pocos que nunca han salido de Cuba, y por ende poco se conoce de ellos.
De todos esos programas radiofónicos que se grabaron en la estación CMQ de La Habana entre 1947 y 1961, nadie sabe cuántos existen aún, y se consideran objetos raros de valor incalculable para los admiradores y coleccionistas de la serie.

### "Pototo y Filomeno"
En 1951, se estrenó la película cómico-musical llamada “Hotel de muchachas”, filmada en blanco y negro, y dirigida por Manuel de la Pedrosa. En ella destacan, con sendos papeles protagónicos, Leopoldo Fernández y Aníbal de Mar, debutando en la pantalla grande como "Pototo" y "Filomeno"; cabe mencionar que Julito Díaz (el “Secretario” de "La Tremenda Corte") tuvo un papel secundario. La cinta pronto se convirtió en un clásico dentro de su género para esa época, a pesar de tener una concepción bastante liviana, y motivó a que sus actores continuaran con los personajes.
En 1955, el programa radial recibió un segundo aire de forma indirecta al estrenarse el espacio humorístico de TV "El show de Pototo y Filomeno", a través de CMQ TV, en el cual Leopoldo Fernández ("Pototo") hacía un papel muy similar al de "Tres Patines"; su compañero era nuevamente Aníbal de Mar ("Filomeno").
El espacio consistía de segmentos humorísticos y canciones de música tropical con orquesta, formato precursor en su estilo en la isla. El espectáculo fue presentado en los centros nocturnos Sierra y Montmartre de La Habana, y el éxito del mismo propició dos discos de la pareja y una segunda película ("¡Olé Cuba!") en 1957. 
El éxito hizo que el reparto del programa fuera a países como Puerto Rico, Venezuela, Colombia, Perú, Panamá y la República Dominicana, donde fueron aclamados.
Todo esto sucedía en conjunto con su trabajo en "La Tremenda Corte", y, debido a ello, gran parte del público los identificaba aún con sus caracterizaciones de radio.
En noviembre de 1958, Adolfo Otero, un actor esencial del elenco, sufrió un infarto y posteriormente falleció a los 65 años. Casi simultáneamente, también murió de una causa similar Julito Díaz, el secretario en algunos episodios. Aun así, el programa siguió adelante sin ellos casi tres años consecutivos.

### Cancelación del programa radial
Cerca del año 1960 hubo un giro drástico en la producción del programa, debido a la revolución encabezada por Fidel Castro y a una sociedad políticamente convulsa que se manifestaba en esos años. Sin embargo, las circunstancias de aquel tiempo no detuvieron a los dos protagonistas principales, que años después llevarían el programa a la televisión, manteniendo la mayor parte del estilo que tuvo en la radio.
Previamente, se hicieron adaptaciones para teatros locales, en donde hubo algunas funciones polémicas, en vista a que los actores del programa (en particular Leopoldo Fernández) eran abiertamente críticos con la política, y así lo manifestaban en sus actuaciones.
El castrismo, con su rígida tendencia marxista de esos años, mostró su disconformidad con la existencia de espacios humorísticos en los medios de comunicación, sobre todo cuando sus líderes empezaron a ser objeto de los chistes.
Los años 1960 y 1961 fueron particularmente difíciles para el elenco, debido a que el Gobierno empezó a enviar grupos de simpatizantes para que escandalizaran con consignas comunistas durante las actuaciones e interrumpieran por todos los medios las funciones.
Como no lograron su fin, en 1961 se emitió un decreto por el que se obligaba a toda compañía teatral, radial o televisiva a someter sus programas a la Comisión de Censura.
A pesar de ello, una noche de ese mismo año en la que se presentaba “La Tremenda Corte”, adaptada para el Teatro Nacional, se desató una balacera por parte del cuerpo de represión G2. Leopoldo Fernández fue arrestado, y purgó una condena de 27 días de arresto domiciliario sin mayor justificación.
Luego de ser absuelto se cuenta que Fernández elaboró una pequeña pieza cómica que presentó en la capital cubana. Interpretando a “Pototo”, él y otro actor revisaban un archivo de fotos de los presidentes de Cuba para colgarlas en la pared. El otro actor mostró una foto de Fulgencio Batista y Leopoldo le dijo: —"A éste lo botas...". El actor siguió tomando diferentes figuras de políticos con la invariable respuesta del comediante: —"A éste también lo botas...". Finalmente, el ayudante tomó una fotografía de Fidel Castro; Leopoldo la miró, la mostró al público y dirigiéndose a la pared dijo con su habitual socarronería: —"Déjame, que a éste lo quiero colgar yo...".
El chiste, que en su momento tuvo gran difusión y fue repetido en todas partes, concluía con la afirmación de que esta frase fue la que obligó a su detención y posterior exilio en ese mismo año. Pero con todo y lo bien rimada, la historia fue totalmente desmentida después en Miami por el mismo Fernández que, cuando escuchó la versión de labios de un supuesto asistente al teatro durante la citada función, lo corrigió no sin cierto dejo de disgusto midiéndolo de pies a cabeza: “Caballero, si yo hubiera hecho y dicho aquello, no estaría ahora aquí contando el cuento...”.
De cualquier manera (fuese el evento citado real o solo una especie de "leyenda urbana"), la policía de Castro clausuró el espectáculo teatral de “La Tremenda Corte” y las presentaciones de "Pototo y Filomeno" de forma definitiva.
A inicios de 1962, el medio artístico cubano sufrió un fuerte revés cuando el gobierno fidelista incautó la radio CMQ y canceló todos los programas de humor que esta realizaba. La situación propició que la nómina principal de "La Tremenda Corte" (a excepción del equipo de producción, entre ellos Cástor Vispo), emigrara de Cuba ese año en dirección a Miami, Estados Unidos, para no regresar jamás.
El ambiente era incómodo e incierto para continuar realizando trabajo humorístico, del que nunca obtuvieron remuneración económica justa y proporcionada a pesar del reconocimiento público e internacional.
El exilio de los protagonistas del programa obedeció a razones económicas, no por diferencias de ideología. De hecho, ninguno de los actores del reparto manifestó alguna vez afinidad política, y decidieron mantenerse al margen de los hechos que agitaban a la sociedad cubana, aun cuando estuvieron radicados en el exterior.
En aquella época, los actores no recibían regalías por los derechos de copia del programa, como sucede en la actualidad, por lo cual Abel Mestre, (que había sido ejecutivo de la empresa CMQ antes de ser expropiada por el castrismo) inteligentemente compró gran parte de los capítulos de La Tremenda Corte a un precio verdaderamente irrisorio; después los ofreció en venta a muchas de las principales estaciones de radio latinoamericanas de esos años.
El valor de venta se estimó en ese entonces en $ 20 US por episodio, o más de $ 7000 US por la totalidad de los que aún se conservan grabados, una cantidad exorbitante incluso hoy en día.

### Programa para televisión: 1966-1969
El programa de radio volvería a cobrar vida en México a mediados de la década de 1960, gracias a la estación de radio XEFB-AM (localizada en Monterrey). Ahí se comenzó a transmitir de nuevo los episodios grabados en Cuba. Las emisiones de radio tuvieron una gran acogida en el público, y la serie adquirió popularidad en el país.
El éxito del programa hizo que se creara una versión adaptada a la televisión, y tiempo después, Televisión Independiente de México (Cadena TIM) proyectó las primeras transmisiones de la serie en 1966 a través del canal 6 de Monterrey (XET-TV 6), y del canal 8 en el Distrito Federal (XHTM Canal 8), con un espacio semanal de media hora (alrededor de 21 minutos sin comerciales); para esa época, la Cadena TIM tenía una magnífica programación, gracias a que había contratado a varios escritores cubanos del momento.
Sin embargo, la serie televisiva evidenciaba las limitaciones de la época, como el cartón pintado a modo de escenografía, los equipos rudimentarios de video en formato de baja resolución, y la transmisión en blanco y negro. La última temporada al aire mostraba que el público asistía al foro de grabación, dando así mayor credibilidad al Juzgado; esta circunstancia resaltó la capacidad de improvisación de los actores y su dominio escénico.
"La Tremenda Corte" fue uno de los primeros programas cómicos televisivos que se exportaron desde México hacia diversos países de América. Cabe mencionar, como dato curioso, que en los primeros capítulos de esta serie no aparece el personaje del gallego "Rudecindo Caldeiro y Escobiña". Más adelante, el papel estaría a cargo del conocido Florencio Castelló (de origen andaluz), uno de los pocos actores contratados con amplia experiencia y trayectoria en actuación frente a las cámaras para realizar el programa.
Del reparto original de radio, solo repitieron sus papeles Leopoldo Fernández (que además escribía los libretos en ausencia de Vispo) y Aníbal de Mar, los personajes centrales e insustituibles en la trama del programa. Mimí Cal ("Nananina") comediante habitual en la serie de radio, rechazó participar desde su exilio en Miami. Mientras tanto, Adolfo Otero ("Rudecindo") y Julito Díaz (el "secretario"), habían fallecido el mismo día, 10 de noviembre de 1958, primero Díaz al medio día víctima del cáncer y luego Otero, que sufrió un colapso durante el funeral de Julito. Sus lugares los tomaron Norma Zúñiga ("Nananina")  y Florencio Castelló ("Rudecindo"), mientras el puesto del secretario lo asumieron al menos tres actores diferentes.
El resto del elenco se conformaba por actores cubanos y mexicanos, en su gran mayoría totalmente desconocidos del público, pues la televisora no estaba dispuesta a pagar salarios altos. Algunos comediantes, como el joven Alfonso Zayas ("Casimiro" de participación muy esporádica), se dieron a conocer a través de esta serie. Otro actor particular fue "Tonina Jackson", conocido en el país como un personaje de lucha libre durante las décadas de 1950 y 1960, el cual apareció en unos cuantos episodios. Una muy joven María Antonieta de las Nieves hizo su debut en la pantalla chica apareciendo en un programa reeditado. Muchos actores volvieron al anonimato -una vez que se canceló la serie- sin que se sepa mucho de su vida. Junto a este elenco, se sumaron personajes distintos a los que se habían escuchado décadas atrás.
El programa televisivo tuvo corta vida (hasta mediados de 1969) puesto que los costos de producción resultaron insostenibles para la televisora, y no existía un patrocinio suficientemente fuerte que lo sustentara, aunado a las evidentes limitaciones técnicas con las que se realizaba. La cuarta temporada resultó inconclusa, a pesar de que ya era un éxito en otras latitudes del continente, y del hecho que los actores se esforzaron por mantenerlo al aire.
Por otro lado, la Cadena TIM estaba en medio de una seria crisis financiera, junto con cambios de tipo administrativo que culminaron en 1973. Ese año TIM se fusionó con su competidor, Telesistema Mexicano, formando de esa unión lo que hoy se conoce como Televisa, una de las cadenas mediáticas más poderosas del mundo.
Mientras esto sucedía, Leopoldo Fernández fue requerido para realizar la película mexicana "Vírgenes de la Nueva Ola" (1969, Fernando Cortés), filmada en Miami. Fue la primera película que el comediante realizó a colores y sin la presencia de Aníbal de Mar; en ella aparece brevemente el destacado cantante Daniel Santos.
A mediados de ese mismo año, Panamericana Televisión (canal 5 de Perú) compró los 260 capítulos filmados y los derechos de "La Tremenda Corte" a la Cadena TIM; entonces, ellos contrataron por una corta temporada a Fernández para otra variante del programa, llamada "El Guardia Tres Patines". Allí encarnaba a un policía despistado de sabor tropical; su jefe era Antonio Salim (el sargento "Bonifacio Palomino"), junto a otros cómicos peruanos del medio, como Jorge Montoro y Anita Saravia. El espacio no tuvo gran difusión ni trascendencia fuera de ese país.
Una última adaptación para Perú fue el todavía menos afortunado y desconocido "Tres Patines en su salsa" (1970), del que no se conserva mucho material audiovisual. Con este programa el artista se retiró de Lima. Finalmente, los actores originales de la serie nunca volvieron a reunirse.

## Éxito internacional y vigencia
"La Tremenda Corte" ha sido uno de los programas de radio más escuchados de los últimos años en muchos países de América, y tanto ha sido su éxito que incluso hoy en día sigue transmitiéndose en diversas emisoras de radio, principalmente para audiencias en México, Guatemala, Perú, Panamá, Colombia, Costa Rica, Honduras, el Caribe (en particular en República Dominicana), el estado de Florida en los Estados Unidos, y en otros países de América (América Latina). La versión televisiva continua retransmitiéndose en ciertas cadenas, principalmente en México, Perú, Ecuador y Panamá.
Mega TV Canal 22 de Miami anunció que, a partir del 15 de enero de 2007, tendría una emisión diaria de la serie para el sur de Florida. En Puerto Rico, la radioemisora WPAB (550 kHz-Ponce) transmite de lunes a viernes dos capítulos en el horario de 13:00 a 14:00, conservando una audiencia considerable.

## Homenajes
Las generaciones nuevas conocieron de su existencia a través de la emisora miamense Radio Mambí, que desde los años ochenta transmitió, con el ánimo de sembrar nostalgia por el pasado a través del estrecho de la Florida, clásicos como “El derecho de nacer”, la famosa novela folletinesca de Felix B. Caignet, y La tremenda corte. Se trataba de una transmisión con propósitos políticos no reconocida por el estado cubano, e interferida con ruidos en su frecuencia, pero que, no obstante, permitió un acercamiento de los cubanos más jóvenes con aquellos comediantes excepcionales.
En 1998, los humoristas cubanos hicieron un homenaje al show dentro del programa ¿Y tú de qué te ríes?, de Cubavisión, y sacaron al aire una versión protagonizada, entre otros, por Ulises Toirac, como Trespatines, Carlos Otero como el Juez, Geonel Martín como Secretario, y Edith Massola como Nananina. Este sketch fue el cierre del programa y tuvo una enorme popularidad. Más tarde intentaron convertir el mencionado versión en un programa habitual, y finalmente, en el 2001, solo fue posible haciendo algunos cambios que eliminaban los nombres originales, todavía vetados a gran escala, y Trespatines se convirtió en Chivichana (una especie de patineta rústica de los niños cubanos), los demandantes fueron sustituidos por nuevos personajes (Amado Fiel del Toro, Marieta Pozo Alegre, el profesor Pepe Rillo y Cuqui la Mora), y el nombre quedó como ¿Jura decir la verdad?. 
Ambientado en la época republicana, no obstante pronto se contextualizó en los tiempos actuales a nivel subtextual, con agudas críticas sociales sin precedentes (el personaje Cabo Pantera, aparecido en la segunda temporada, ha sido la única alusión satírica a la policía actual en toda la historia de la radio y la televisión posrevolucionaria), un show de comedia semanal que se consagró como uno de los más populares en toda la historia de la televisión cubana (dirigido por el propio Ulises Toirac y Gustavo Fernández-Larrea), y en el que siempre aparece, al inicio, el cartel: Homenaje a la Tremenda Corte.
En Ecuador, se lanzó una versión titulada "La tremebunda corte", con la actuación de David Reinoso en el papel principal.
El programa fue llevado a Costa Rica a principios de los años 1960s por el popular periodista deportivo José Luis "El Rápido" Ortiz, quien interpretó el papel de Tres Patines durante el primer año, cuando solo se tenían los derechos de interpretación y no de reproducción de las cintas originales. La radioemisora "Columbia" mantiene la transmisión de los capítulos diariamente. Además la radioemisora "Monumental", en su programa de humor y crítica llamado "Pelando el Ojo" parodia a "La Tremenda Corte" mediante sketches relativos a noticias de la actualidad costarricense donde aparece un "Tres Balines" quien es el principal culpable del delito y la noticia que se esté comentando ese día.
La Tremenda Korte, banda mexicana de ska originaria de la Ciudad de México, extrajo su nombre del legendario programa de radio cubano.

## Actores y personajes

### Versión para radio: producida en La Habana, Cuba, entre 1942 y 1961
- Leopoldo Fernández  (José Candelario Tres Patines)
- Aníbal de Mar (El Tremendo Juez)
- Mimí Cal (Luz María Nananina)
- Adolfo Otero (Rudecindo Caldeiro y Escobiña)
- Miguel Ángel Herrera (El Secretario "voz de joven")
- Julito Díaz (El Secretario "voz de viejo")

Otros personajes también participaban de forma ocasional; entre ellos, se encontraban los siguientes (de algunos se desconoce quién llevó a cabo la actuación):
- Erdwin Fernández (“Simplicio Bobadilla y Comejaibas”)
- Wilfredo Fernández (“Federico "Perico" Jovellanos y Campoflorido”)
- Reynaldo Miravalles (“Leoncio Garrotín y Rompecocos”)
- Miguel Yao (“Don Olegario Cascarilla y Pinotea”)
- Emilio Ruiz (“Ching Chong Chaw”) (Chino que es dueño de un tren de lavado)
- Mr. Robert Two Base y One Strike estadounidense
- Lupe Suárez “Inés María de Fernández”
- Hipólito del Queque y Estupiñán (Un viejo que es novio de Nananina)
- Guampampiro Canistel y Talanquera (Guajiro)
- Sindulfo Roqueta (Representante de la Liga Contra los Choques, donde tienen la lista de aquellas personas que han sido “víctima de la velocidad”).
- Belén del Pinar y Tomeguín (Profesora de corte y costura)
- Dr. Vitamino Pildorita (Protagonizado por Agustín Campos)
- Bonifacio Batilongo (Primo de Nananina, protagonizado por Miguel Yao)
- Erdwin Fernández "Rubén Darío Nervo Espronceda y García Lorca de Baudelaire” (Poeta)
- “Albino Blanco de Mesa” (Cantinero, protagonizado por Reynaldo Miravalles)
- “Yeyo Carreras” (Chofer de alquiler)
- “Jesús María Picota” (Protagonizado por Julito Díaz)
- Erdwin Fernández “Bertoldo Edmundo Melones Dieta”
- Lupe Suárez “Luz Rosa Matraca del Valle”
- “Petronilo Talanquera” (Medio primo de Nananina)
- “Severo Calderilla”
- “Catalino Talanquera del Potrero”
- "Monsieur Gabán y Malapolán" (Modisto) protagonizado por Armando Soler (Cholito)
- “Excelentismo Sr. Don Ñico Pantalón” (Embajador del Principado de Jambalán)
- “Cheo Guayabera” (Dependiente de la zapatería "El Zapato Vigueta")
- "Don Efraín" (Dueño de la zapatería "El Zapato Vigueta")

### Versión para TV: producida en Monterrey, México, entre 1966 y 1969
- Leopoldo Fernández (José Candelario Tres Patines)
- Aníbal de Mar (El Tremendo Juez, Filomeno, Dr. Homobono)
- Norma Zúñiga (“Luz María Nananina”)
- Florencio Castelló (“Rudecindo Caldeiro y Escobiña”)
- Alonso Castaño (el primer "Secretario" -solo en la primera temporada-)
- Ricardo Barroeta (el “Secretario”, también hizo otros personajes ocasionales)
- Raúl “Cascarita” Salcedo (originalmente "Secretario", luego hizo otras participaciones con otros personajes, en particular con el de "Heliotropo Flores del Rosal" y "don Abundio")

Entre el resto del elenco televisivo se encontraban:
- Marco de Carlo (“Patagonio Tucumán y Bandoneón “)
- Leopoldo Fernández Jr. (“Polito Abril y Mayo”) (*)
- Eny González (“Ángela Toribia Mercado” principalmente)
- Luis Manuel Pelayo (“Félix Amargo”)
- Delia Garda (“Julieta Tacoronte”, “Blanca Flor de la Montaña”, “Asunción Cordero”)
- Yerye Beirute ("Abraham Mojalamohama")
- Tonina Jackson (el “mecánico” y otros papeles ocasionales)
- Anna Marty (“Cucusita”, “Amaranza de los Sitios”)
- Alfonso Zayas ("Casimiro")
- Otros actores no acreditados (Rigoleto, guardias de la Corte, público)

(*) No debe confundirse a Leopoldo Fernández Jr. (de carrera artística opaca y con poco reconocimiento público) con su medio hermano, hijo mayor de Leopoldo Fernández, Leopoldo "Pucho" Fernández II (1927 - † 2008), quien vivió prácticamente toda su vida en Puerto Rico, y con una trayectoria mucho más reconocida. En la década de 1990, "Pucho" Fernández, trató de revivir "La Tremenda Corte" para la televisión, utilizando el mismo concepto, pero con nuevos personajes. El intento no tuvo éxito y solo se filmaron unos pocos capítulos.
Como dato curioso, el hijo de "Pucho" Fernández (reportero y "paparazzo" de profesión en Miami y Puerto Rico) también se llama Leopoldo, al igual que su padre, abuelo y tío. Se le conoce, por lo tanto, como Leo Fernández III.

## Argumentos y personajes
Los argumentos del programa plantean situaciones absurdas, livianas y de humor blanco, y siempre concluyen en el Juzgado de la Tremenda Corte, de localización no especificada. Son delitos en las que José Candelario "Tres Patines" ha hecho víctima a Rudecindo o a Nananina con alguno de sus robos, engaños o pillerías, y estos lo llevan acusado ante un juez en esa corte correccional. Los temas cotidianos versan sobre malentendidos que el mismo Tres Patines provoca haciendo juegos de palabras, tergiversando siempre para su provecho el doble significado que algunas frases pudieran tener. Tres Patines en la mayoría de las veces por equivocación revela sus intentos malévolos.

### Breve descripción de los personajes
José Candelario Tres Patines: interpretado por Leopoldo Fernández, es un señor que no tiene oficio ni beneficio. Su madre y él sobreviven realizando estafas, triquiñuelas, pequeños robos, y algunas pillerías, pero nunca llegan a cometer delitos mayores. Sus hurtos consisten en robo de gallinas, animales domésticos, y artículos comestibles en algún establecimiento de alimentos. Tres Patines también se dedica a ser recaudador de apuestas de lotería clandestina, y realiza estafas o engaños para recibir algún beneficio.
Por las razones anteriores siempre es llevado ante los tribunales. José Candelario es un buen hijo que adora a su madre, a la que llama “Mamita” o "Mima". La señora nunca interviene en la emisión; simplemente es mencionada en la historia. Es una mujer de edad avanzada que se quita los años, pero por esa costumbre, resulta que tiene menos edad que su hijo, además, en un episodio se revela su supuesto nombre: Zoila Dueña de la Casa. José Candelario ha dicho que él duerme hasta tarde, (en una ocasión mencionó que el dormía en un pinpanpun, pero que si no despertaba a la quinta llamada de su mamita, el pinpanpun se lo daba ella a él. Tres Patines tiene una novia que se llama Cucusita, que, según él, es más flaca que un fideo, o que ella es tan flaca que para verse en un espejo no necesita estar frente a éste; también puede verse aunque el espejo esté de canto. Cucusita tampoco aparece en el programa, pero Tres Patines la menciona en varias ocasiones. Finalmente, José Candelario tampoco tiene tíos legítimos, sino que muchas personas llegan a la casa donde vive con su mamita y gritan: "¡Mi familia!", quedándose en la vivienda.
Rudecindo Caldeiro y Escobiña (Adolfo Otero y luego en TV Florencio Castelló): es un inmigrante español, de Galicia, para ser exactos. Llegó hace mucho tiempo a vivir a La Habana, Cuba. Rudecindo es un gallego simpático, muy trabajador, un poco gruñón y mayor de edad. Es tan viejo que Tres Patines, para hacerlo rabiar, bromea diciendo que cuando el gallego nació, la isla de Cuba aún estaba unida a la península de Yucatán, México (haciendo referencia a la era geológica pasada del planeta). En algunas ocasiones Rudecindo lleva al tribunal a Nananina como testigo, y siempre acusa a Tres Patines de las fechorías que ha hecho en su contra; en otras ocasiones la acusadora es Nananina, y en muy contadas ocasiones es Tres Patines el acusador, situación que generalmente termina revelándose como un intento de timo de él mismo).
Luz María Nananina (Mimí Cal y luego en TV Norma Zúñiga): es una señora no muy fina ni educada que detesta a Tres Patines, o le guarda algún rencor porque en el pasado estuvieron casados, sin embargo a la fecha están divorciados, situación que deja entreverse en los argumentos del programa, pero nunca se menciona si tuvieron hijos.En un capítulo menciona que su padre era gallego, al hacer la misma expresión de Rudecindo "Me morro" (Me muero, en castellano). Nananina tiene una sobrina que se llama Ángela Toribia, que menciona en algunas anécdotas que cuenta sobre su vida familiar. En los programas de radio, Mimí Cal hizo el papel de Nananina a pesar de que ella y Leopoldo Fernández ya se habían divorciado, pero en la televisión la encargada del papel fue Norma Zúñiga.
El Tremendo Juez (Aníbal de Mar): es un magistrado justo en sus decisiones, recto y muy honesto. Siempre tiene achaques, ya sea por reuma o algún otro malestar. El juez le habla de usted a Tres Patines, y aunque aparenta ser muy estricto, es bondadoso en el fondo. Cada vez que un personaje le lleva la contra, lo confunde, o difiere de su modo de pensar, impone multas, días de cárcel, y otras penas extrañas (p.ej., quince licuadoras de multa).
El Secretario (Miguel Ángel Herrera, alternando con Julito Díaz, y luego en TV Alonso Castaño, Ricardo Barroeta y Raúl Salcedo): es un personaje al que el Juez siempre multa por cualquier cosa que diga al comienzo del juicio; solo participa al principio de la audiencia y al final; entonces exclama: ¡Venga la sentencia! En algunas ocasiones participa más activamente en el caso, como cuando Tres Patines fue grafólogo. Su papel es secundario, sin embargo, es pieza fundamental del elenco.

### Desenlace del argumento
Tres Patines siempre se las ingenia para justificarse, utilizando en su provecho el doble significado de las palabras, cuando el Juez descubre la verdad. Esta situación contiene, básicamente, la gracia del argumento del programa, pues el radioescucha se interesa por los argumentos hasta que se revela la explicación de Tres Patines para justificar su falta. Muy pocas veces, Tres Patines tiene la razón en el juicio, y por ende resulta absuelto, como una vez en que se hace boxeador; sin embargo, en otras ocasiones, su absolución es gracias a la generosidad del Señor Juez, como en el Día de las Madres, en que Tres Patines le "consiguió" unas gallinas a Mamita.

## Anécdotas
En la Cuba posrevolucionaria no se hizo mayor caso a "La Tremenda Corte", básicamente porque sus protagonistas habían abandonado el país. Tampoco nadie tuvo en cuenta que su creador, Cástor Vispo, murió en la isla.
La expresión --"¡A la reja!"--, propia de Tres Patines cada vez que lo llamaban a comparecer, era usada en Cuba para llamar a las personas que estaban presas; es decir, encerradas en su celdas cuando recibían visitas por parte de un pariente, abogado, o cualquiera. Así, para que el preso se acercara a la reja, porque querían hablar con él, le decían. --"¡Fulano de tal...a la reja!"—. Con esto se deduce que el personaje pasaba gran parte del tiempo confinado a una celda.
Para aquellos que han escuchado la transmisión radiofónica del programa, durante sus años de transmisión, los distintos personajes que desfilaron por la corte de "El Tremendo Juez" resultan entrañables. Aunque los actores se apegaban a los guiones cómicos de Cástor Vispo, es evidente que el formato y desarrollo del programa permitía la improvisación constante. El ingenio de los actores, junto con el dominio de sus respectivos personajes, relucía cuando ocurrían aquellos cambios inesperados del guion.
De vez en cuando los actores hacían alusión a personajes y hechos de la época, pero no centraban el tema del programa en ello. Durante algunos episodios se utilizaron risas grabadas como marco para las frases graciosas de los personajes, sin embargo este hecho restaba frescura a las expresiones espontáneas del público que asistía al estudio de grabación. La libertad de improvisación que tenían los actores se ponía de manifiesto cuando, por ejemplo, emitían críticas en cierta forma veladas acerca del guion o los diálogos. En una ocasión Tres Patines hace alusión a que un asistente de la audiencia se ha dormido, dando a entender que el guion no fue del agrado del público.
En otro episodio, ante la petición del señor Juez de repetir una frase particularmente difícil, Nananina comenta entre risas que no puede hacerlo porque el médico se lo ha prohibido.
Existen muchos momentos y frases memorables, producto del ingenio y la sincronización entre los actores. En una ocasión, Tres Patines explica al señor Juez que cuando uno recibe el golpe de un aguacate lanzado a la cara, es como recibir dos veces el mismo golpe: la primera vez cuando la cáscara golpea, y la segunda vez cuando la cáscara se rompe y deja paso a la semilla. O también ocurre que, un día, Rudecindo se cansa de las multas que le impone el Juez, y discute con él.
Las anécdotas de Trespatines siempre ponen en duda el lenguaje de Cervantes, pues aquel nunca dice las palabras como son. De hecho, el éxito de su personaje radicaba en la facilidad para interpretar el idioma en su propio beneficio.

## Parodia ecuatoriana de La Tremenda Corte
El lunes 21 de marzo de 2011, a las 19:30, la cadena ecuatoriana Teleamazonas estrenó la serie "La Tremebunda Corte", refrito de la serie original con las actuaciones de David Reinoso como José Candelario Tres Patines (en esta versión es José Calendario Tres Patines), Emerson Morocho como el Juez (en esta versión como El Tremebundo Juez), y Mauro Guerrero como El Secretario. 